# 山形大学附属小学校
山形大学附属小学校（やまがただいがくふぞくしょうがっこう、Elementary School Attached to Yamagata University）は、山形県山形市松波二丁目にある国立小学校。山形大学の附属小学校である。通称は「山大附属小」（やまだいふぞくしょう）。山形市近辺では「附属小」、「附小」（ふしょう）と呼ばれている。
大部分の児童が、附属中学校に進学する。
同一敷地に山形大学附属幼稚園、山形大学附属中学校がある。
山形県内では唯一の国立小学校である。

## クラス
| 一年一組     | 二年一組     | 三年一組     | 四年一組     | 五年一組     | 六年一組     |
| 一年二組     | 二年二組     | 三年二組     | 四年二組     | 五年二組     | 六年二組     |
| 一年三組     | 二年三組     | 三年三組     | 四年三組     | 五年三組     | 六年三組     |
| 一・二年複組 | 一・二年複組 | 三・四年複組 | 三・四年複組 | 五・六年複組 | 五・六年複組 |

## 沿革
2005年3月までは、「山形大学教育学部附属小学校」であったが、2005年4月、山形大学の学部改組と共に、大学附属となった。2011年度を最後に、1・2年複組を解体する。

## 校章・校歌

### 校章
昭和25年に現在の校章の形となった。『六稜（ろくりょう）』とは雪の華、つまり雪華を意味している。北の国山形で、たくましく、強く清らかに希望をもって育って欲しいという願いが込められている。

### 校歌
昭和29年10月に、校歌が発表された。作詞者は山形にゆかりのある神保光太郎、作曲者の佐治恒夫は附属小学校の出身者と共に山形にゆかりのある方に制作を依頼。神保光太郎は作詞するにあたり1年をかけて想いを練られたという。

## 交通アクセス
- 山形駅よりバス（山形駅～県庁）10分　附属学校前下車[2]